# Clã Akiyama
O clã Akiyama (秋山氏, Akiyama-shi) foi um clã do Japão do Período Sengoku do século XVI. O clã Akiyama era parente do clã Takeda da Província de Kai. Por isso os Akiyama serviram aos Takeda até o ano de 1582, quando os Takeda foram completamente derrotados pelas forças aliadas dos Oda e Tokugawa.